# Comandos Africanos
Comandos Africanos (ou Companhias de Comandos Africanos da Guiné) era uma unidade de elite formada por um batalhão, integrada no Regimento dos Comandos, das Forças Armadas Portuguesas, que combateram o Partido Africano para a Independência da Guiné e Cabo-Verde (PAIGC) na Guiné Portuguesa,
criada depois de 1971, pelo então Governador da província, António de Spínola.

## Militares
Integrados nestes comandos pertenceram:
- Abdulai Queta Jamanca[3]
- Amadú Bailo Djaló[4]
- Armando Carolino Barbosa.[5]
- Bubacar Jaló[6]
- Cherne Sissé[7]
- Cicri Marques Vieira.[8]
- Col Quessanque.[9]
- João Bacar Jaló[10]
- João Seco Mamadú Mané[3]
- Marcelino da Mata
- Quecumba Camará[11]
- Úmaro Sani[2]
- Zacarias Saiegh[12]